# お蔵出し映画祭
お蔵出し映画祭（おくらだしえいがさい）は、広島県尾道市・福山市で2011年から2015年まで、年に一度10月の3日間に開催されていた映画祭。

## 概要
年間、400本前後が製作されている日本映画も、一般公開されていないものが非常に多く、「もしかしたら公開すべき作品があるかも」と云うコンセプトで開催。日本映画で、劇場で一般公開されていない事が第一条件。名称から、「公開のめどが全く立ってない」映画、もしくは「お蔵入りして何年も経っている」映画を募集し、同映画祭で公開する事を主旨としている。別名、「不良債権映画祭」とも云われる。

## 第1回（2011年）
- 開催日：2011年10月13日 - 16日
- 会場：しまなみ交流館（13日/オープニングセレモニー）、シネマ尾道（14日-16日）、シネマモード（14日-16日）、浄土寺（15日）、みろくの里「思い出ホール」（15日）、ベラビスタ境ガ浜（15日/クロージングセレモニー）

コンペ部門ノミネート作品
- 宮城野（ディレクターズ・カット版）
- しあわせカモン
- うきしま
- THWAY -血の絆
- 僕らは歩く、ただそれだけ
- ふるり
- 臍帯

特別上映作品
- すかんぴんウォーク
- ノンちゃん雲に乗る
- うず潮
- 踊りたい夜
- ラムネにまつわるエトセトラ
- BUBU AGAIN
- 急げ!若者
- オン・ザ・ロード

### 受賞作品
- グランプリ「しあわせカモン」
- 審査員特別賞「宮城野」
- 観客賞「ふるり」

## 第2回（2012年）
- 開催日：2012年10月12日 - 14日
- 会場：しまなみ交流館（12日/オープニングセレモニー）、シネマ尾道（13日-14日）、シネマモード（13日-14日）、県営上屋2号倉庫（13日-14日）、尾道商業会議所記念館（13日-14日）、ベラビスタ境ガ浜（14日/クロージングセレモニー）
- オープニングセレモニーの後には前年のグランプリ受賞作『しあわせカモン』が特別上映された。

コンペ部門ノミネート作品
- Good Luck 恋結びの星
- 鞄 -KABAN-
- いのちの林檎
- ふるさとがえり
- つるしびな
- 12 -twelve- 天願大介の12幕　「異邦人の夢」「最後の女」「ストライク」「父帰る」

特別上映作品
- その夜を忘れない
- 裸の島（バリアフリー版）
- かげろう
- 恋の大冒険
- 虹をわたって
- 高校教師
- 渋谷
- 私の友達、彼の妻

### 受賞作品
- グランプリ「いのちの林檎」
- 審査員特別賞、観客賞「ふるさとがえり」

## 第3回（2013年）
- 開催日：2013年9月21日 - 23日

コンペ部門ノミネート作品
- 朽ちた手押し車
- ソクラティック・ラブ
- 正しく忘れる
- 地球のヘソ
- ナンバーテン・ブルース さらばサイゴン
- 果てぬ村のミナ

特別上映作品
- ゲンセンカン主人
- 冬の日
- 火の魚

### 受賞作品
- グランプリ、観客賞「朽ちた手押し車」
- 審査員特別賞「果てぬ村のミナ」
- 市民審査員賞「ナンバーテン・ブルース さらばサイゴン」

## 第4回（2014年）
- 開催日：2014年9月21日 - 23日

コンペ部門ノミネート作品
- スイートハート・チョコレート
- 多摩川サンセット
- ぼくら（半径3キロの世界/プリンの味）
- キユミの詩集サユルの刺繍、貝ノ耳
- Dressing UP

特別上映作品
- ざわざわ下北沢
- 稲妻
- 内海の輪

### 受賞作品
- グランプリ「スイートハート・チョコレート」
- 審査員特別賞「Dressing UP」
- 観客賞「ぼくら（半径3キロの世界/プリンの味）」

## 第5回（2015年）
- 開催日：2015年11月6日 - 8日

コンペ部門ノミネート作品
- こおろぎ
- ゾウを撫でる
- トマトのしずく
- ニート選挙
- 復元師・諸川

特別上映作品
- 獣たちの熱い眠り
- お嫁にゆきます
- ヒナゴン
- 悪名

### 受賞作品
- グランプリ、観客賞「トマトのしずく」
- 審査員特別賞「ゾウを撫でる」